# Stowarzyszenie Komunikacji Marketingowej SAR
Stowarzyszenie Komunikacji Marketingowej SAR – zrzesza firmy, które tworzą komunikację marketingową. W 2024 zrzeszało 139 firm.
Stowarzyszenie zajmuje się m.in. dbaniem o utrzymywanie standardów branży, poprzez wydawanie wytycznych branżowych.
Stowarzyszenie Komunikacji Marketingowej SAR zostało założone w 1997 r. W 1999 r. SAR przystąpił do European Advertising Agencies Association (EAAA), obecnie funkcjonującego w Brukseli pod nazwą European Association of Communications Agencies (EACA). Jest przedstawicielem w Polsce międzynarodowego konkursu Cannes Lions oraz kreatywnej platformy medialnej Shots.
Stowarzyszenie jest organizatorem konkursów: Effie Awards (od 1999 r.), Innovation Award i KTR.